# Techo
 (janvier 2024).

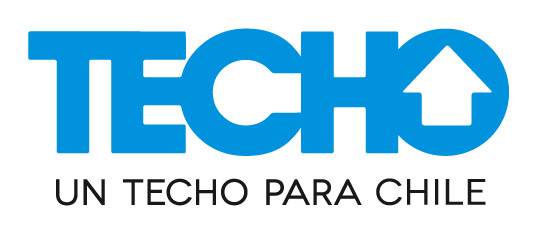
Ici sur l'image nous voyons le logo de l'ONG chilienne(un Techno para mi pais) il se trouve dans l'ensemble de l'Amérique latine. Objectif : lutter pour l'accès à un habitat décent cela veut dire que cette ONG vise à fournir un logement abordable pour tous.

Techo, anciennement Un Techo para mi Pais, est une ONG chilienne, présente dans l'ensemble de l'Amérique latine, qui lutte pour l'accès à un habitat décent. Elle a été fondée en 1997.